# ديفيد بوهم
ديفيد بوهم (بالإنجليزية: David Boehm)‏ هو كاتب سيناريو أمريكي، ولد في 1 فبراير 1893 في بروكلين في الولايات المتحدة، وتوفي في 31 يوليو 1962 في سانتا مونيكا في الولايات المتحدة.

## وصلات خارجية
- ديفيد بوهم على موقع IMDb (الإنجليزية)
- ديفيد بوهم على موقع ألو سيني (الفرنسية)
- ديفيد بوهم على موقع أول موفي (الإنجليزية)
- ديفيد بوهم على موقع قاعدة بيانات برودواي على الإنترنت (الإنجليزية)
- ديفيد بوهم على موقع قاعدة بيانات الأفلام السويدية (السويدية)
- ديفيد بوهم على موقع قاعدة بيانات الفيلم (الإنجليزية)
- ديفيد بوهم على موقع كينوبويسك (الروسية)